# NGC 410
NGC 410 je eliptická galaxie a cD galaxie v souhvězdí Ryb. Její zdánlivá jasnost je 11,5m a úhlová velikost 2,4′ × 1,3′. Je vzdálená 243 milionů světelných let, průměr má 170 000 světelných let. Galaxie je členem skupiny galaxií LGG 18, jejíž nejjasnější člen je NGC 452. Galaxii objevil 12. září 1784 William Herschel.